# Debrznica

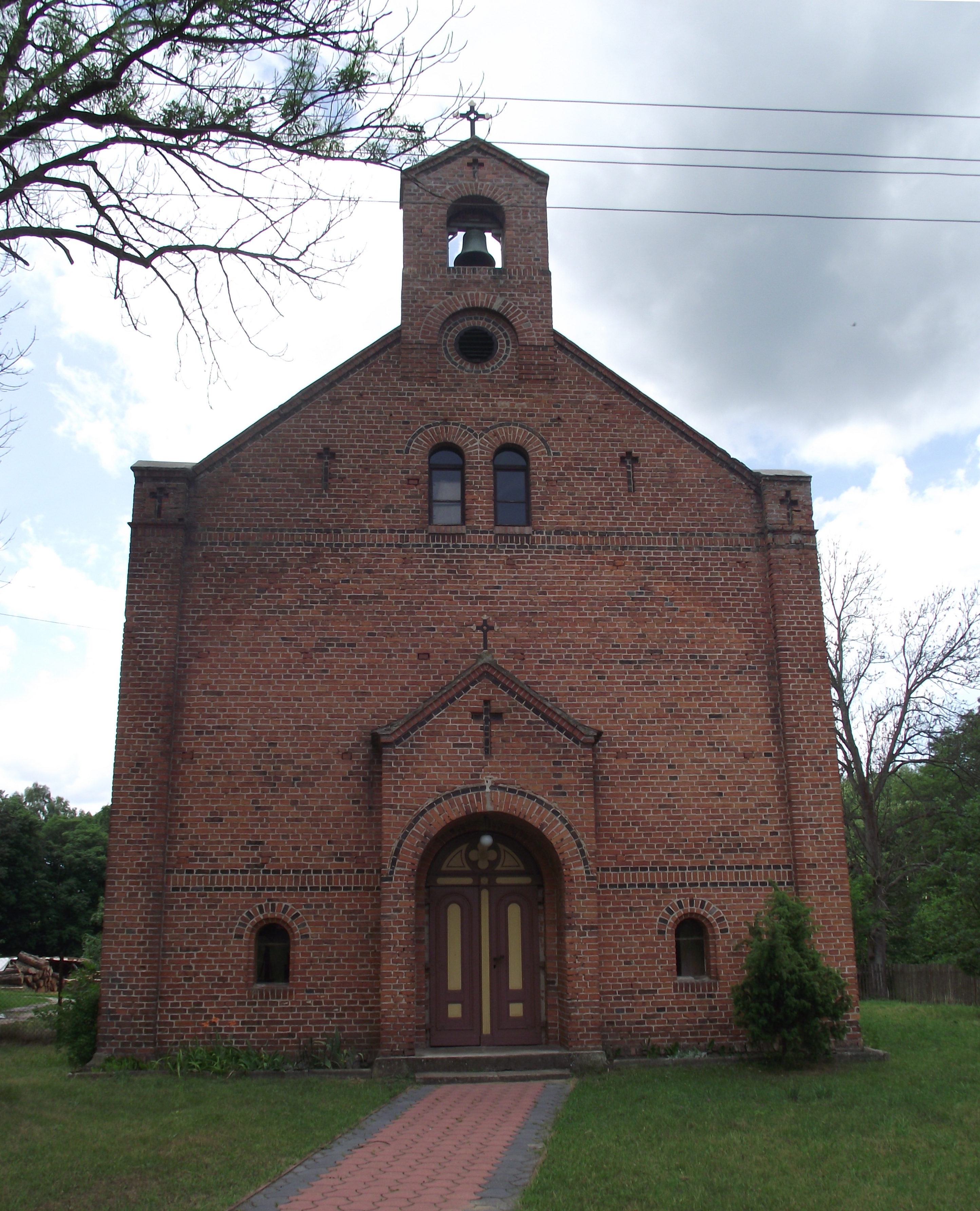
Dorfkirche

Debrznica [dɛbʐˈnit͡sa] (deutsch Döbbernitz) ist ein Dorf in der Gmina Torzym in der polnischen Woiwodschaft Lebus. Es liegt 8 km südlich von Torzym, 23 km südlich von Sulęcin (Zielenzig), 47 km nordwestlich von Zielona Góra (Grünberg in Schlesien) und 56 km südlich von Gorzów Wielkopolski (Landsberg an der Warthe).